# Chytré telefony a bezpečnost chodců

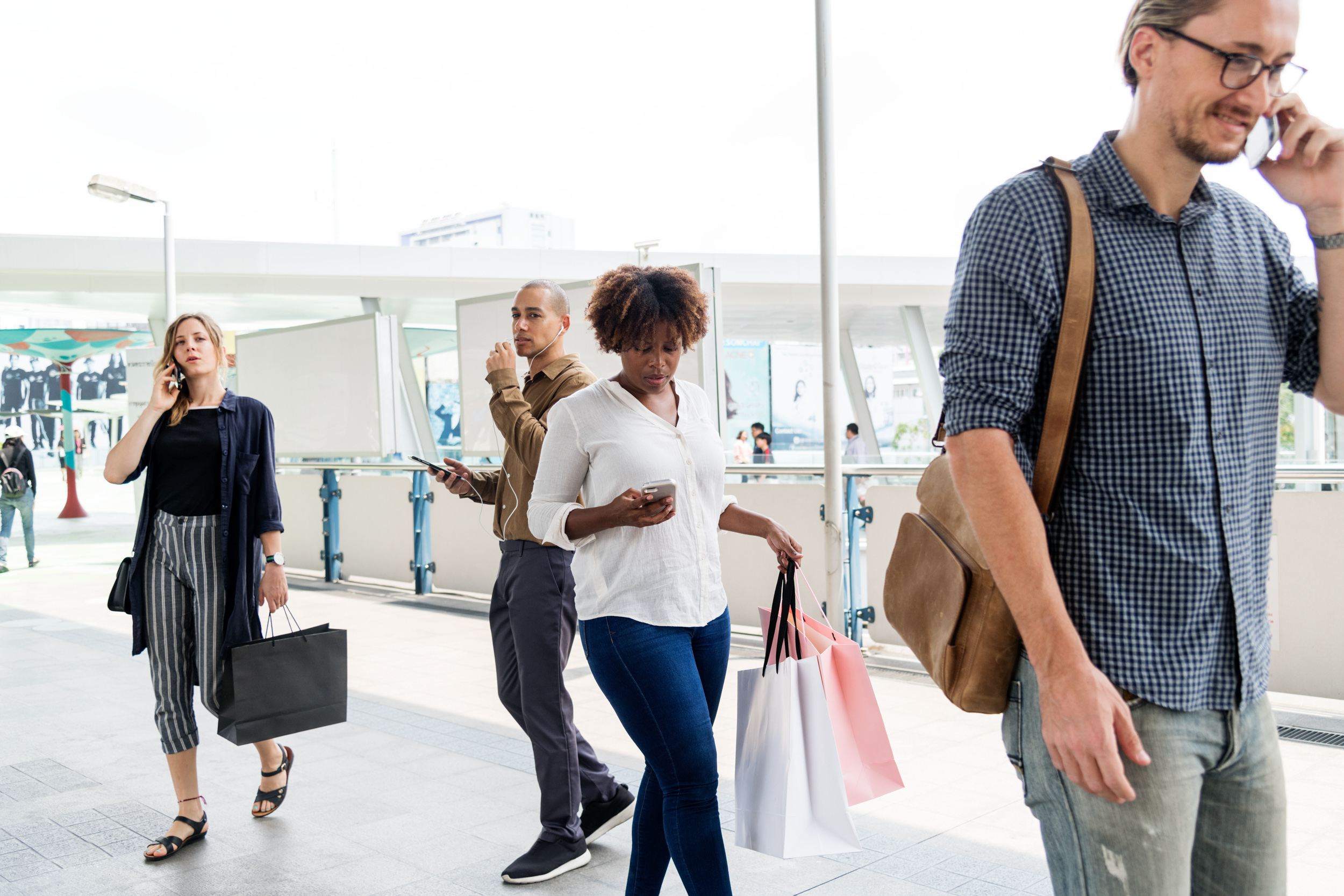
Lidé používající telefony při chůzi

Používání chytrých telefonů může snižovat bezpečnost chodců.
Byla zaznamenána bezpečnostní rizika kvůli chodcům, kteří jdou pomalu a nevěnují pozornost svému okolí, protože se soustředí na své chytré telefony . Chodci, kteří píší SMS, mohou zakopnout o obrubníky, vyjít před auta nebo narazit do jiných chodců. Zorné pole chodce požívajícího chytrý telefon dosahuje pouhých 5 % zorného pole běžného chodce.
Některá města přijala opatření, aby byly ulice pro nepozorné chodce bezpečnější. Jde například o světla zapuštěná do chodníků nebo o vyhrazení pruhů pro chodce používající chytré telefony.
Pejorativní termín smartphone zombie byl používán k popisu nepozorných uživatelů telefonů. V němčině je požíván termín smombie vzniklý blendingem anglických slov smartphone a zombie.
V Hongkongu jsou takoví uživatelé telefonů nazýváni dai tau juk ("kmen s hlavou dolů").
Článek z roku 2017 považoval smartphone zombie za populární kulturní termín používaný v souvislosti s lékařskými diagnózami poruchy závislosti na internetu a dalších forem nadměrného používání digitálních médií.

## Městské plánování

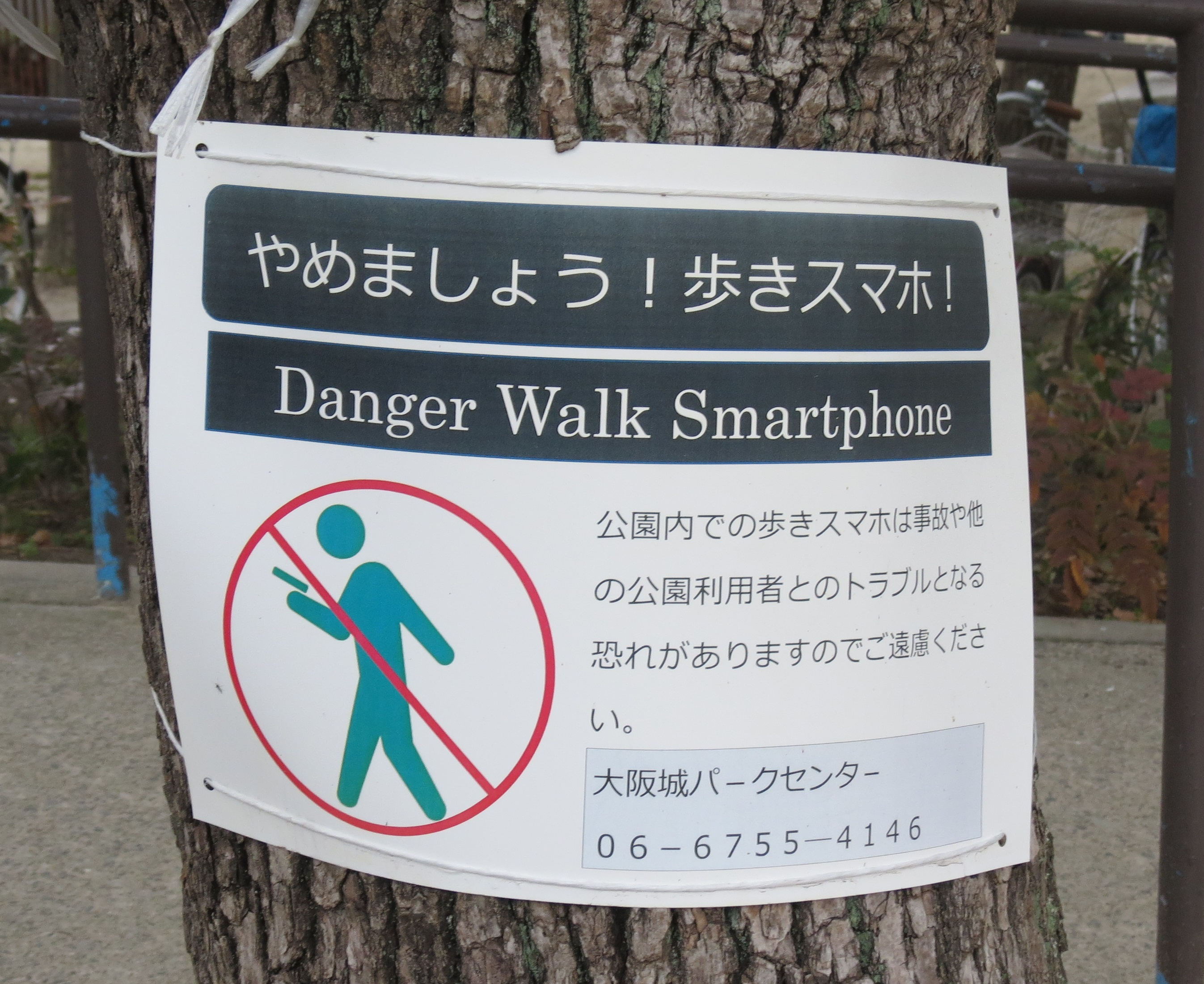
Varovná cedulka v Ósace

V Chongqing v Číně místní vláda v roce 2014 vybudovala chodník vyhrazený pro chytré telefony, který odděluje uživatele telefonů a chodce, kteří je nepoužívají. Podobné schéma bylo následující rok zavedeno v Antverpách .
V Augsburgu, Bodegravenu a Kolíně nad Rýnem byly zavedeny pozemní semafory zapuštěné do chodníku, aby byly lépe viditelné pro chodce používající telefony, zatímco semafory na křižovatce v Záhřebu vrhají červené světlo dolů tak, aby způsobovalo odlesky na obrazovkách smartphonů. 
V Soulu byly po více než tisíci dopravních nehodách způsobených chytrými telefony v Jižní Koreji v roce 2014 umístěny varovné značky na chodnících na nebezpečných křižovatkách.

## Telefonní technologie
Existuje aplikace, která využívá fotoaparát telefonu k tomu, aby obrazovka vypadala jako průhledná. Tato funkce může být použita k varování před nebezpečím.

## Právní opatření
V říjnu 2017 zavedlo město Honolulu na Havaji narození, podle něhož jsou pokutováni chodce, kteří se při přecházení vozovky dívají do chytrého telefonu. V roce 2019 zavedla Čína pokuty za "činnosti ovlivňující ostatní vozidla nebo chodce" a ve městě Wen-čou byla žena pokutována částkou 10 jüanů.

## V umění
Autor science fiction Ray Bradbury psal o rozptylování lidí miniaturizovanými technologiemi v 50. letech 20. století ve svých povídkách, jako je například Chodec nebo 451° Farnheita. V roce 1958 napsal, že pozoroval pár, který se procházel v Beverly Hills, žena poslouchala malé tranzistorové rádio: "Nevnímala muže ani psa, naslouchala vzdáleným zvukům, šepotu a výkřikům z mýdlových oper, byla náměsíčná, manžel jí pomáhal nahoru a dolů po obrubnících a stejně dobře tam nemusel být".